# Vertrag von Casalanza
Der Vertrag von Casalanza beendete den Österreichisch-Neapolitanischen Krieg und wurde am 20. Mai 1815 zwischen dem napoleonischen Königreich Neapel und dem Kaisertum Österreich sowie seinem Verbündeten Großbritannien unterzeichnet.
Nach den entscheidenden Niederlagen in der Schlacht von Tolentino und der Schlacht von San Germano war der napoleonische König von Neapel, Joachim Murat nach Korsika geflohen, woraufhin der ihm nachfolgende Oberkommandierende der neapolitanischen Armee, General Michele Carrascosa, um Frieden ansuchte. Der Vertrag wurde unterzeichnet von Pietro Colletta (als Bevollmächtigter von General Carrascosa), Adam Albert von Neipperg (Oberkommandierender der österreichischen Truppen) und Lord Burghersh (britischer Bevollmächtigter).
Die Friedensbedingungen waren gegenüber den besiegten Neapolitanern nicht sonderlich streng. Allen neapolitanischen Generälen wurde erlaubt ihren Rang zu behalten und auch die Grenzen des Königreichs Neapel blieben unverändert. Die Bedingungen des Vertrags waren lediglich die Wiederherstellung der Herrschaft von Ferdinand I. als König beider Sizilien, das Aushändigen sämtlicher Kriegsgefangener und das Niederlegen der Waffen aller neapolitanischen Garnisonen, außer Pescara, Ancona und Gaeta. Diese drei Städte befanden sich nicht unter Kontrolle von General Carrascosa und wurden noch belagert. Alle drei Garnisonen ergaben sich schließlich, obwohl die Belagerung von Gaeta noch bis August dauerte, lange nach Napoleons Niederlage in der Schlacht von Waterloo.